# Pachypodium baronii
Pachypodium baronii är en oleanderväxtart som beskrevs av Julien Noël Costantin och Bois. Pachypodium baronii ingår i släktet Pachypodium och familjen oleanderväxter. Inga underarter finns listade i Catalogue of Life.